# Kolby Kirke
Kolby Kirke er Samsøs næststørste kirke, beliggende i Kolby.

## Eksterne kilder og henvisninger
- Kolby Kirke i bogværket Danmarks Kirker (udg. af Nationalmuseet)
- Kolby Kirke Arkiveret 3. februar 2011 hos  Wayback Machine hos nordenskirker.dk
- Kolby Kirke hos KortTilKirken.dk

- Wikimedia Commons har flere filer relateret til Kolby Kirke